# Nephodia similis
Nephodia similis är en fjärilsart som beskrevs av Paul Dognin 1913. Nephodia similis ingår i släktet Nephodia och familjen mätare. Inga underarter finns listade i Catalogue of Life.